# La Pièce couverte
 Das Galeriegrab La Pièce Couverte (auch Allée couverte du Clos Boscher bzw. du Clos Boschet) ist eine weitgehend gestörte Allée couverte, östlich von Monteneuf im Département Morbihan in der Bretagne in Frankreich.
Erhalten ist nicht viel mehr als eine Reihe von einem Dutzend Trag- und Decksteine auf einer Länge von etwa zehn Metern. Mehrere Platten sind mit Schälchen (franz.: cupules) und Symbolen markiert.